# Armindo João Handem
Armindo João Handem é um engenheiro e político da Guiné-Bissau. Foi Secretário de estado dos Combatentes da Liberdade da Pátria da Guiné-Bissau.

## Biografia
Licenciado em Ciências de Engenharia Electrónica e Automatismos pela universidade de Clermont-Ferrand, em França. Mestrado em Ciências de Engenharia Electrónica e Automatismos pela Faculdade das Ciências da Universidade de Bordeaux, entre 1980 a 1986. Foi professor da física aplicada na escola técnica de Créteil, em Paris. Foi Secretário de Estado do Comércio, Turismo e Artesanato. Desempenhou também o cargo do Secretário de Estado da Comunicação Social no governo de transição, entre 2013 a 2014. Secretário Permanente da União para Mudança e foi  Secretario de Estado dos Combatentes da Liberdade da Pátria em 2019.